# Terry Woodberry
Terry Woodberry (Londra, 9 settembre 1963) è un allenatore di calcio, ex calciatore ed ex giocatore di calcio a 5 inglese naturalizzato statunitense.

## Carriera
Con la nazionale di calcio a 5 degli Stati Uniti ha disputato il FIFA Futsal World Championship 1992 in cui gli statunitensi hanno colto il loro miglior risultato di sempre ricevendo la medaglia d'argento dopo la finale persa per 4-1 contro il Brasile.